# Tomcat (videojuego de 1989)
Tomcat (también conocido como F14 Tomcat) es un juego de computadora 1989 publicado en el Reino Unido por Players Software para una gama de computadoras domésticas de 8 bits. El juego fue lanzado en las gamas de computadoras Acorn Electron, BBC Micro, Commodore 16, Commodore Plus/4, Commodore 64, Amstrad CPC y ZX Spectrum. Tomcat fue lanzado como un título de presupuesto y también apareció en la portada de la revista Your Sinclair.

## Descripción
Tomcat es un Matamarcianos de desplazamiento vertical en el que el jugador toma el control de un avión de combate F14 Tomcat, disparando contra objetivos aéreos y terrestres mientras vuela sobre cuatro niveles.
El juego se desarrolla en el futuro, un tiempo después de la primera mitad del siglo XXI. En el universo del juego, la ciencia de los materiales ha progresado de tal manera que la civilización humana ha encontrado una manera de construir muchas islas artificiales de forma barata. El juego se desarrolla en una de esas islas, llamada ARTROCK 6, que es una instalación de defensa completamente automatizada. Debido a una tormenta anormal que daña el software de control, la isla se ha vuelto contra su propio lado y ha comenzado a atacar el envío local. La tarea del jugador es volar y destruir completamente la isla deshonesta.

## Recepción
La mayoría de las revisiones del juego son generalmente negativas, citando una velocidad de ejecución lenta, un nivel de dificultad excesivamente alto y una falta de originalidad. Los revisores de manera independiente concuerdan en que el juego tiene un defecto importante en que las balas enemigas son increíblemente difíciles de ver, ya que son del mismo color que los gráficos de fondo en muchas versiones. El juego también ha sido criticado por tener un tema de avión débil, ya que es simplemente un desplazamiento vertical de velocidad fija que podría fácilmente tener una nave espacial o cualquier otro elemento similar en su lugar. El juego obtuvo un 24% en la revista Crash.
Sin embargo, la revisión de la versión de BBC Micro en beebgames.com es muy positiva, elogiando los muy buenos gráficos del juego, haciendo comparaciones con otro Matamarcianos, Firetrack y concluyendo que Tomcat es un gran juego, aunque sigue siendo crítico con el pequeña ventana de juego.

## Títulos no relacionados
- F-14 Tomcat para Commodore 64 y MS-DOS, desarrollado por Dynamix y publicado en 1988 por Activision
- F-14 Tomcat para Game Boy Advance, desarrollado por Virtucraft y publicado en 2001 por Majesco Entertainment[14]
- Tomcat Alley para Sega Mega-CD
- Tomcat, videojuego arcade no comercializado desarrollado por Atari en 1983